# Charles Wilson (polityk z Teksasu)
Charles Wilson (ur. 1 czerwca 1933, zm. 10 lutego 2010) – amerykański polityk, członek Partii Demokratycznej. W latach 1973–1997 był przedstawicielem drugiego okręgu wyborczego w stanie Teksas w Izbie Reprezentantów Stanów Zjednoczonych.
W późnych latach 70. silnie wspierał prawicową dyktaturę prezydenta Anastasio Somozy w Nikaragui. Wilson twierdził, iż jeśli rząd USA cofnie pomoc dla Somozy będzie to stanowić zagrożenie dla stabilności w regionie w tym dla bezpieczeństwa w Strefie Kanału Panamskiego. Próbował bezskutecznie zorganizować z pomocą agenta CIA Eda Wilsona grupę 1000 byłych pracowników CIA, którzy mieli uratować reżim Somozy.
W latach 80. zaangażował się w operację wspomagania afgańskich partyzantów mudżahedinów walczących z komunistycznym rządem w Kabulu oraz wspierającą go Armią Radziecką. Wilson odbył kilka podróży do Pakistanu, gdzie spotykał się z tamtejszymi politykami i wojskowymi m.in. prezydentem Muhammadem Zia ul-Haqiem oraz odwiedził obozy dla afgańskich uchodźców. Po zapoznaniu się z sytuacją i będąc członkiem kongresowej komisji ds. wywiadu doprowadził do zwiększenia budżetu tajnych operacji w Afganistanie z kilku milionów do ponad pół miliarda dolarów. Dzięki jego staraniom mudżahedini otrzymali nowoczesną broń przeciwpancerną i ręczne wyrzutnie pocisków rakietowych do zwalczania śmigłowców oraz samolotów typu stinger.
O jego roli podczas radzieckiej interwencji w Afganistanie opowiada film fabularny Wojna Charliego Wilsona. W tym filmie w rolę Charlesa Wilsona wcielił się aktor Tom Hanks.